# 昼のセント酒
『昼のセント酒』（ひるのセントざけ）は、久住昌之の趣味である銭湯巡りと飲酒の日々を書いたブログ・エッセイを原案にしたエッセイ漫画。作画は和泉晴紀。
2016年にテレビ東京系でテレビドラマ化された。

## 書誌情報
- 2011年12月24日、カンゼン、ISBN 978-4862551153
- 2016年4月7日、幻冬舎、ISBN 978-4344029248 - テレビドラマのコミカライズ版 絵：魚乃目三太

## テレビドラマ
2016年4月10日（9日深夜）から6月26日（25日深夜）まで毎週日曜0:20 - 0:50（土曜深夜）にテレビ東京系で放送されていた。久住の代表作となった『孤独のグルメ』のドラマスタッフによって手掛けられた。ドラマ枠「土曜ドラマ24」の第1作。主演は戸次重幸（TEAM NACS）。
一部の間では、「銭湯版・孤独のグルメ」とも呼ばれている。

### あらすじ（ドラマ版）
広告代理店「日の出広告株式会社」の社員・内海孝之は内気な性格で成績最下位のダメ社員の烙印を押され、今日も使えない社員の罪滅ぼしとばかりに飛び込み営業と外回り、打ち合わせに回るとするが、目の前に銭湯を見つけると誘惑に勝てず、罪悪感を感じながらも「今日は特別」と予定変更の電話を会社に入れ、一風呂とビールを浴びてサボるのだった。

### キャスト
内海 孝之
演 - 戸次重幸
日の出広告株式会社の営業マン。元は内勤だったが一年前に営業二課に回される。成績はいつも最下位。銭湯をこよなく愛し、昼間から銭湯に入って風呂上りにビールを飲むことを何よりの癒しとしている。
堂園 翔子
演 - 八木亜希子
キャリアウーマンのエリート部長。毎回内海に雷を落とし、営業では押しの強さで経費のかかるプランを相手に気分良く合意させる。
大西 大輔
演 - 柄本時生
二課のエース。内海から尊敬されており馬鹿にしたつもりで言った小言も彼なりのアドバイスと曲解する。
内海のことを「さん」づけ、内海から呼び捨てされているところから、（会社内で）内海の後輩である事が判明。
遠藤 早苗
演 - 廣田あいか
庶務。内海に優しく接し、少し気がある。そのため、内海と大西が衝突すると必ず内海の味方をする。
村井 良夫
演 - 塩山誠司
営業二課の社員。部内で最年長の営業マン。
堀口 直人
演 - 金子大地
営業二課社員。入社2年目。
各話ゲスト
第1話
- オジサン - 温水洋一

第2話
- 強面中年1・2 - TKO

第3話
- （澤田ではなく）清水 - 古舘寛治
- 巨体中年 - 永田裕志
- 父親 - 緒川尊

第4話
- 中沢 - 岩井ジョニ男（イワイガワ）
- 幸田 - 岡本信人
- タクシー運転手 - 高崎二郎

第5話
- 関西人1・2 - 中川家 
- オタク - アベラヒデノブ

第6話
- 田村屋社長 - 松澤一之
- 健二 - 須田邦裕
- 清田平吉 - 志賀廣太郎

第7話
- トリミングサロン店長 - 須藤温子
- 強面男・良夫 - 赤井英和
- 銭湯スタッフ - 日笠圭

第8話
- 花屋店長 - 逢沢りな

第9話
- 主人 - 石山雄大
- 女将 - 小池澄子
- 爺さん1 - 木下貴夫
- 北川 - でんでん

第10話
- 駒田 - 石倉三郎
- 鈴木政夫 - 泉谷しげる
- ランナー - 佐藤翔

第11話
- 美容室・店長  - 優木まおみ
- フォークシンガー - 阿部智則（POISON GIRL BAND）
- 焼肉屋・店員 - ちすん
- 日の出広告株式会社社長・佐々木剛太 - 竹中直人

第12話（最終話）
- トム - ロマ・トニオロ
- 常連中年・島田 - 玉袋筋太郎（浅草キッド）
- 和菓子屋店主・杉村 - 小倉一郎

### スタッフ
- 原案 - 久住昌之『昼のセント酒』（作画・和泉晴紀）
- 脚本 - 田口佳宏
- 演出 - Yuki Saito、井川尊史
- 演出補助 - 瀬野尾圭太、北尾賢人
- 音楽 - The Screen Tones
- 主題歌 - 高橋優「WEEKEND JOURNEY」（ワーナーミュージック・ジャパン）[5]
- ナレーション - 石塚運昇
- チーフプロデューサー - 浅野太（テレビ東京）
- プロデューサー - 渡邉一仁（テレビ東京）、吉見健士
- プロデューサー補助 - 倉地雄大（テレビ東京）
- ラインプロデューサー - 菊池武博
- キャスティングプロデューサー - 高柳亮博
- コンテンツプロデューサー - 渡邊愛美（テレビ東京）
- 記録 - 山本悦子
- 宣伝 - 魚田英孝（テレビ東京）
- 番組デスク - 村山こと子（テレビ東京）
- ホームページ - 江澤康太（テレビ東京）
- モバイルコンテンツ - 小坂部こず恵（テレビ東京コミュニケーションズ）
- 車輌 - サニー企画
- 技術 - 共同テレビ
- 技術デスク - 浅野典之
- 撮影 - 宮下靖弘
- 撮影助手 - 金子圭太郎
- 映像 - 赤松比呂志
- 音声 - 宮下貴志
- 音声助手 - 鈴木香緒里
- 照明 - 坂本心、藏重亮
- 音響効果 - 金子寛史
- 編集 - 宮下蔵、福地寿樹
- MA - 田中俊
- 編集デスク - 小島透
- 編集協力 - eiko
- スタイリスト - 小林洋治郎
- ヘアメイク - 横山雷志郎、今野亜季
- 制作 - 佐々木豪、山下未於、渡井雄太
- 製作 - テレビ東京、共同テレビ

### 放送日程
日時表記は暦日表記で記載しており、提出された出典内容や公式サイトで表示されている内容とは異なる箇所が一部にある。
| 各話     | 放送日  | サブタイトル                                    | 監督       |
| -------- | ------- | ----------------------------------------------- | ---------- |
| 第一湯   | 4月10日 | 京成小岩 鶴の湯からのレバフライ                 | Yuki Saito |
| 第二湯   | 4月17日 | 代々木上原 大黒湯からのソーセージ5種盛り        | 井川尊史   |
| 第三湯   | 4月24日 | 京急蒲田 蒲田温泉からの汐焼きそば               | 井川尊史   |
| 第四湯   | 5月01日 | 祖師ヶ谷大蔵 そしがや温泉21からのアンチョビピザ | Yuki Saito |
| 第五湯   | 5月08日 | 上野御徒町 燕湯からのお好み焼き串               | Yuki Saito |
| 第六湯   | 5月15日 | 北千住 タカラ湯からの特撰チャーハン             | 井川尊史   |
| 第七湯   | 5月22日 | 練馬桜台 久松湯からの唐辛子餃子                 | Yuki Saito |
| 第八湯   | 5月29日 | 銀座 金春湯からのシロ・カシラ（タレ）           | 井川尊史   |
| 第九湯   | 6月05日 | 静岡県沼津市 吉田温泉からの生桜えび生しらす丼   | Yuki Saito |
| 第十湯   | 6月12日 | 用賀 藤の湯からの穴子白焼き                     | 井川尊史   |
| 第十一湯 | 6月19日 | 高円寺 小杉湯からの焼肉                         | Yuki Saito |
| 第十二湯 | 6月26日 | 浅草 蛇骨湯からの天ぷら盛り合わせ               | Yuki Saito |

### ネット局
| テレビ東京系 土曜ドラマ24                                                                                    | テレビ東京系 土曜ドラマ24                | テレビ東京系 土曜ドラマ24                             |
| 前番組 | 番組名                                   | 次番組                                                |
| --- | ---------------------------------------- | ----------------------------------------------------- |
| 枠設立前につき無し                                                                                           | 昼のセント酒 （2016年4月10日 - 6月26日） | 徳山大五郎を誰が殺したか? （2016年7月17日 - 10月2日） |
| テレビ東京系 日曜0:20 - 0:50（土曜深夜）                                                                     |                                          |                                                       |
| 家、ついて行ってイイですか? ※前日23:55 - 0:50 【土曜19:54 - 20:54に枠移動・拡大・ ローカルセールス枠に変更】 | 昼のセント酒 （2016年4月10日 - 6月26日） | 徳山大五郎を誰が殺したか? （2016年7月17日 - 10月2日） |